# SISTERS
『SISTERS』（シスターズ）は、アイドリング!!!の4枚目のアルバム。2011年3月16日発売。

## 概要
初回限定盤A・初回限定盤B・通常盤の3仕様で発売された。初回限定盤AにはDVDが、初回限定盤Bにはオリジナルフォトブックが封入されている。また、全仕様にオリジナルトレーディングカード（全20種類）が1枚封入されている。
12thシングル『目には青葉 山ホトトギス 初恋』から15thシングル『やらかいはぁと』までの楽曲と、インスト曲を含む新曲6曲の全17曲が収録されている。ただし、13thシングル『プールサイド大作戦』のカップリング曲である「GO EAST!!! GO WEST!!!」と「ドキドキが止まらない♡」は収録されていない。

## 収録曲

### CD
1. Rollin' [0:59]
  - 作曲・編曲:渡辺徹
  - インスト
  - シングル未収録曲。
2. SISTER [4:06]
  - 作詞:酒井健作&テリー伊藤 / 作曲:BOUNCEBACK / 編曲:渡辺徹
  - シングル未収録曲。
3. やらかいはぁと -Extended Edition- [4:31]
  - 作詞：leonn / 作曲：日比野裕史 / 編曲：渡辺徹
  - 15thシングル。
4. 春色の空 [4:40]
  - 作詞・作曲：奥華子 / 編曲：ha-j
  - 参加メンバー：外岡えりか、橋本楓、伊藤祐奈
  - シングル未収録曲。
5. 目には青葉 山ホトトギス 初恋 [3:31]
  - 作詞・作曲：奥村愛子 / 編曲：宮崎誠
  - 12thシングル。
6. プールサイド大作戦 [3:26]
  - 作詞：leonn / 作曲・編曲：日比野裕史
  - 13thシングル。
7. ア・ナ・ロ・グ [3:13]
  - 作詞：Yukako by SIMONSAYZ / 作曲・編曲:kohei by SIMONSAYZ
  - 参加メンバー：横山ルリカ、森田涼花、河村唯、酒井瞳、三宅ひとみ、倉田瑠夏、伊藤祐奈、野元愛、後藤郁
  - シングル未収録曲。
8. ボクらの庭 -eco mix- [4:19]
  - 作詞・作曲：奥村愛子 / 編曲：K-LaB
  - 12thシングルのカップリング曲。
9. eve -Voices Mix- [5:39]
  - 作詞：leonn / 作曲・編曲：日比野裕史
  - 14thシングル。
10. 粉雪が舞う街並みで -Powder Snow Mix- [5:16]
  - 作詞：leonn / 作曲：日比野裕史 / 編曲：ats-
  - 15thシングルのカップリング曲。
11. 4U [3:29]
  - 作詞：leonn / 作曲・編曲：日比野裕史
  - 参加メンバー：外岡えりか、横山ルリカ
  - シングル未収録曲。
12. Queen Bee〜少女の時代から〜 [3:29]
  - 作詞：leonn / 作曲・編曲：HAN JAE HO、KIM SEUNG SOO
  - 参加メンバー：遠藤舞、横山ルリカ、朝日奈央、菊地亜美、橘ゆりか、大川藍
  - 15thシングルのカップリング曲。
13. キャラメルラテ飲み行こー! -実は糖分過剰摂取Mix- [3:24]
  - 作詞:森月キャス / 作曲:大西克巳 / 編曲:渡辺徹×日比野裕史
  - 参加メンバー：遠藤舞、外岡えりか、谷澤恵里香、フォンチー、河村唯、長野せりな、酒井瞳、菊地亜美、三宅ひとみ、橋本楓、尾島知佳
  - 14thシングルのカップリング曲。
14. いち恋 [3:33]
  - 作詞：leonn / 作曲・編曲：日比野裕史
  - Team 学ラン（朝日奈央、後藤郁）による楽曲
  - 15thシングルのカップリング曲。
15. まけへんで [5:04]
  - 作詞：須丸あゆ / 作曲・編曲：川田瑠夏
  - 参加メンバー：森田涼花、橘ゆりか、大川藍、倉田瑠夏、野元愛
  - シングル未収録曲。
  - CD化の条件である有線50位以内をクリアしたため収録されることとなった。
16. StarGirl★StarBoy -BuiBui Mix- [4:28]
  - 作詞:leonn / 作曲:ミナミトモヤ / 編曲:日比野裕史×渡辺徹
  - 14thシングルのカップリング曲。
17. Iのスタンダード -Popsicle Mix- [7:04]
  - 作詞：leonn / 作曲・編曲：日比野裕史
  - 12thシングルのカップリング曲。

### DVD
- 初回限定盤Aにのみ同梱。

1. アイドリング!!!ライナーノーツング!!!2011

## タイアップ
- PS3専用ソフト「リトルビッグプラネット2」CMソング（#3）
- 中部日本放送「お宝発信タワー DAI-NAMO」エンディングテーマ（#10）
- フジテレビ系「奇跡体験!アンビリバボー」エンディングテーマ（#12）
- フジテレビ系「ワケあり姉さんEX」エンディングテーマ（#15）